# Саймон Пірані
Саймон Пірані (англ. Simon Pirani; нар. 2 березня 1957) — британський історик та дослідник енергетики, старший науковий співробітник Оксфордського інституту енергетичних досліджень та почесний професор Школи сучасних мов та культур Університету Дарема.

## Біографія
Саймон Пірані — один з чотирьох дітей Фелікса Пірані, відомого фізика-теоретика.
За словами Пірані, його світогляд «формувався у марксистській традиції». Він був членом британської Робітничої революційної партії з 1972 р. до початку 1990-х рр. Був редактором газети профспілки шахтарів (1990–1995).
В 1990 році вперше приїхав до Радянського Союзу на конференцію, присвячену Леву Троцькому. На ній він тако зав'язав контакти з радянськими троцькістами та активістами незалежної шахтарської профспілки. Відтоді неодноразово приїжджав в Росію та Україну, налагоджуючи співпрацю між британськими та українськими шахтарськими профспілками. В 1996 році видав брошуру на основі інтерв'ю з Олегом Дубровським — українським робітничим активістом, який був на той час троцькістом.
Окрім того Пірані працював журналістом, написав серію статтей про справу Георгія Гонгадзе в Україні. Згодом перейшов до академічної роботи.
Дослідження Пірані як історика були зосереджені на радянської Росії. 2008 року вийшла його книжка «Російська революція у відступі 1920—1924: радянські робітники та нова комуністична еліта». У праці детально розглядаються відносини між робітничим класом та комуністичною партією в Москві на початку радянського періоду.
Як дослідник енергетики Пірані писав про ринок природного газу в колишньому Радянському Союзі, в тому числі як співавтор та співредактор книжки «Російська газова матриця: як ринки рухають зміни» (2014).
У 2018 році вийшла книжка Пірані про глобальну історію споживання викопного палика (Burning Up: A Global History of Fossil Fuel Consumption). В ній він зображує зростання споживання як результат світової капіталістичної економічної експансії. Пірані стверджує, що першорядним є взаємозв'язок між технологічними системами, на які припадає більшість використання викопного палива, та соціальними й економічними системами, в які вони вбудовані.

## Праці
- The Russian Revolution in Retreat 1920–1924: Soviet workers and the new communist elite. London: Routledge, 2008.
- Change in Putin's Russia: Power Money and People. London: Pluto Press, 2010.
- Burning Up: A Global History of Fossil Fuel Consumption. London, Pluto Press, 2018.

Українською
- Саймон Пірані: «Те, що люди могли би зробити для вирішення своїх проблем колективною дією, — завжди більше, ніж те, на що вони спроможні самотужки» // Спільне, 6 березня 2014.
- Кліматична політика, енергетика й українсько-російські відносини: інтерв'ю із Саймоном Пірані // Спільне, 24 грудня 2020
- План ЄС щодо експорту українського водню — це колонізаторський грінвошинг // Спільне, 15 вересня 2022
- Захід проти Росії: економічна війна та провал кліматичної політики // Спільне, 3 листопада 2022
- Принципи повоєнної відбудови енергетичної системи України з позиції робітничого і громадських рухів // Спільне, 15 грудня 2022